# Casteljaloux
Pour l’article homonyme, voir  Casteljaloux (Gers).
Casteljaloux est une commune du Sud-Ouest de la France, située dans le département de Lot-et-Garonne, en région Nouvelle-Aquitaine.

## Géographie

### Localisation
| - OpenStreetMap Limite communale |

Casteljaloux est située dans le Queyran et le Pays d'Albret sur l'Avance.
La ville est partagée entre les Landes de Gascogne (Albret landais) et ses forêts de pins au sud, et les coteaux cultivés (maïs, blé, tournesol) du Queyran au nord. Casteljaloux est traversée par les routes départementales D 933 et D 665, ancienne route nationale 655.

### Communes limitrophes
Les communes limitrophes sont Labastide-Castel-Amouroux, Pompogne, Pindères, La Réunion, Leyritz-Moncassin, Poussignac et Beauziac.
|          | Poussignac   | Labastide-Castel-Amouroux |
| Beauziac | Casteljaloux | Leyritz-Moncassin         |
| Pindères | Pompogne     | La Réunion                |

### Géologie, paléoenvironnement
Le substrat géologique situé au sud de Casteljaloux correspond à la limite nord-est de l'« épandage des sables des Landes, formation continentale éolienne quaternaire qui a recouvert (vers - 30 000 ans) les formations continentales terrigènes, marines et lacustres tertiaires (dont des bancs calcaires karstifiés) ». Ce phénomène d'ensablement a modifié fortement la morphologie des paysages mais aussi leur écologie, dont en bouleversant l'hydrographie régionale.
La commune abrite un exemple de cryptokarst (sur la rive gauche de la Garonne à une altitude comprise entre 150 et 70 m) ; Cette curiosité géologique résulte des effets des apports sableux sur l'ancienne hydrographie karstique de sub-surface et sur l'hydrographie de surface. Lors des dernières périodes glaciaires et interglaciaires, et notamment durant le Wurm (dernière glaciation), les cours d'eau ont creusé les vallées en formant localement (comme à Casteljaloux) des karsts qui se sont ensuite retrouvés totalement asséchés. Les couches calcaires sont peu épaisses, à faible pendages et séparées par des lits de molasses continentales ou de marnes marines, forçant les réseaux karstiques à se constituer horizontalement. La limite d'âge minimum de ce karst serait d'environ - 40 000 ans selon Jean-Christophe Pellegrin. L'évolution karstique s'est arrêtée, laissant ces petits karsts comme témoins paléoenvironnementaux, hormis pour quelques réseaux encore alimentés par les nappes phréatiques. La masse de sable landeux a également modifié l'hydrochimie des exutoires de ces réseaux.

### Climat
Pour des articles plus généraux, voir Climat de la Nouvelle-Aquitaine et Climat de Lot-et-Garonne.
Historiquement, la commune est exposée à un climat océanique aquitain.  
En 2020, Météo-France publie une typologie des climats de la France métropolitaine dans laquelle la commune est exposée à un climat océanique et est dans la région climatique Aquitaine, Gascogne, caractérisée par une pluviométrie abondante au printemps, modérée en automne, un faible ensoleillement au printemps, un été chaud (19,5 °C), des vents faibles, des brouillards fréquents en automne et en hiver et des orages fréquents en été (15 à 20 jours).
Pour la période 1971-2000, la température annuelle moyenne est de 13,2 °C, avec une amplitude thermique annuelle de 15,3 °C. Le cumul annuel moyen de précipitations est de 797 mm, avec 10,5 jours de précipitations en janvier et 6,5 jours en juillet. Pour la période 1991-2020, la température moyenne annuelle observée sur la station météorologique la plus proche, située sur la commune de Saint-Martin-Curton à 6 km à vol d'oiseau, est de 13,7 °C et le cumul annuel moyen de précipitations est de 867,2 mm,. Pour l'avenir, les paramètres climatiques de la commune estimés pour 2050 selon différents scénarios d’émission de gaz à effet de serre sont consultables sur un site dédié publié par Météo-France en novembre 2022.

## Urbanisme

### Typologie
Au 1er janvier 2024, Casteljaloux est catégorisée bourg rural, selon la nouvelle grille communale de densité à sept niveaux définie par l'Insee en 2022.
Elle appartient à l'unité urbaine de Casteljaloux, une unité urbaine monocommunale constituant une ville isolée,. Par ailleurs la commune fait partie de l'aire d'attraction de Casteljaloux, dont elle est la commune-centre,. Cette aire, qui regroupe 14 communes, est catégorisée dans les aires de moins de 50 000 habitants,.

### Occupation des sols

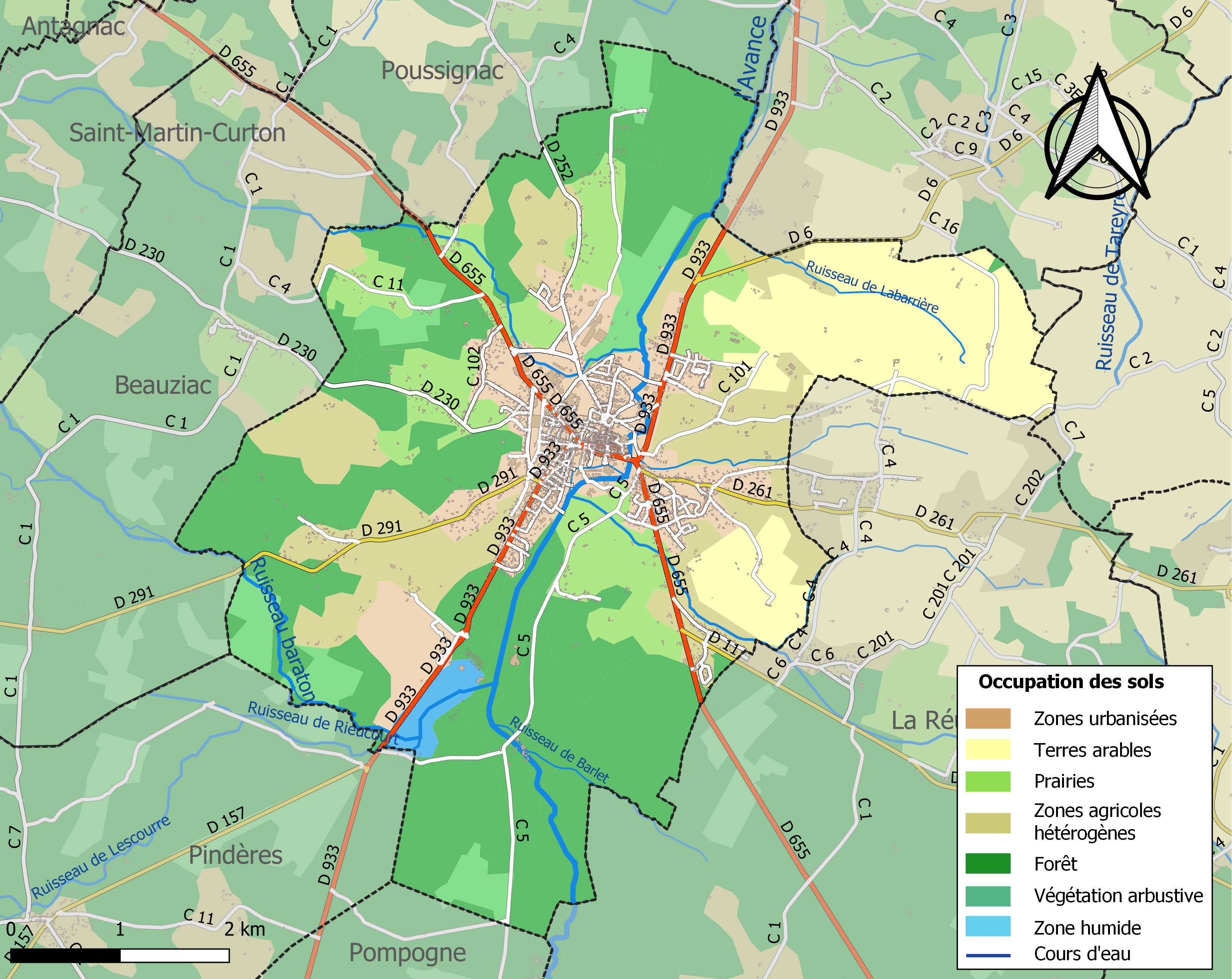
Carte des infrastructures et de l'occupation des sols de la commune en 2018 (CLC).

L'occupation des sols de la commune, telle qu'elle ressort de la base de données européenne d’occupation biophysique des sols Corine Land Cover (CLC), est marquée par l'importance des forêts et milieux semi-naturels (43,6 % en 2018), en diminution par rapport à 1990 (44,5 %). La répartition détaillée en 2018 est la suivante : 
forêts (38,1 %), zones agricoles hétérogènes (16,4 %), terres arables (13,7 %), prairies (11,1 %), zones urbanisées (9,9 %), milieux à végétation arbustive et/ou herbacée (5,5 %), zones industrielles ou commerciales et réseaux de communication (2,2 %), espaces verts artificialisés, non agricoles (2,1 %), eaux continentales (1,1 %). L'évolution de l’occupation des sols de la commune et de ses infrastructures peut être observée sur les différentes représentations cartographiques du territoire : la carte de Cassini (XVIIIe siècle), la carte d'état-major (1820-1866) et les cartes ou photos aériennes de l'IGN pour la période actuelle (1950 à aujourd'hui).

### Risques majeurs
Le territoire de la commune de Casteljaloux est vulnérable à différents aléas naturels : météorologiques (tempête, orage, neige, grand froid, canicule ou sécheresse), inondations, feux de forêts, mouvements de terrains et séisme (sismicité très faible). Il est également exposé à un risque technologique, le transport de matières dangereuses, et à un risque particulier : le risque de radon. Un site publié par le BRGM permet d'évaluer simplement et rapidement les risques d'un bien localisé soit par son adresse soit par le numéro de sa parcelle.

#### Risques naturels
Certaines parties du territoire communal sont susceptibles d’être affectées par le risque d’inondation par une crue à  débordement lent de cours d'eau, notamment le ruisseau Baraton et l'Avance. La commune a été reconnue en état de catastrophe naturelle au titre des dommages causés par les inondations et coulées de boue survenues en 1982, 1992, 1999, 2007, 2009 et 2018,.
Casteljaloux est exposée au risque de feu de forêt. Depuis le 20 avril 2016, les départements de la Gironde, des Landes et de Lot-et-Garonne disposent d’un règlement interdépartemental de protection de la forêt contre les incendies. Ce règlement vise à mieux prévenir les incendies de forêt, à faciliter les interventions des services et à limiter les conséquences, que ce soit par le débroussaillement, la limitation de l’apport du feu ou la réglementation des activités en forêt. Il définit en particulier cinq niveaux de vigilance croissants auxquels sont associés différentes mesures,.
Les mouvements de terrains susceptibles de se produire sur la commune sont des affaissements et effondrements liés aux cavités souterraines (hors mines), des glissements de terrain et des tassements différentiels. Afin de mieux appréhender le risque d’affaissement de terrain, un inventaire national permet de localiser les éventuelles cavités souterraines sur la commune.

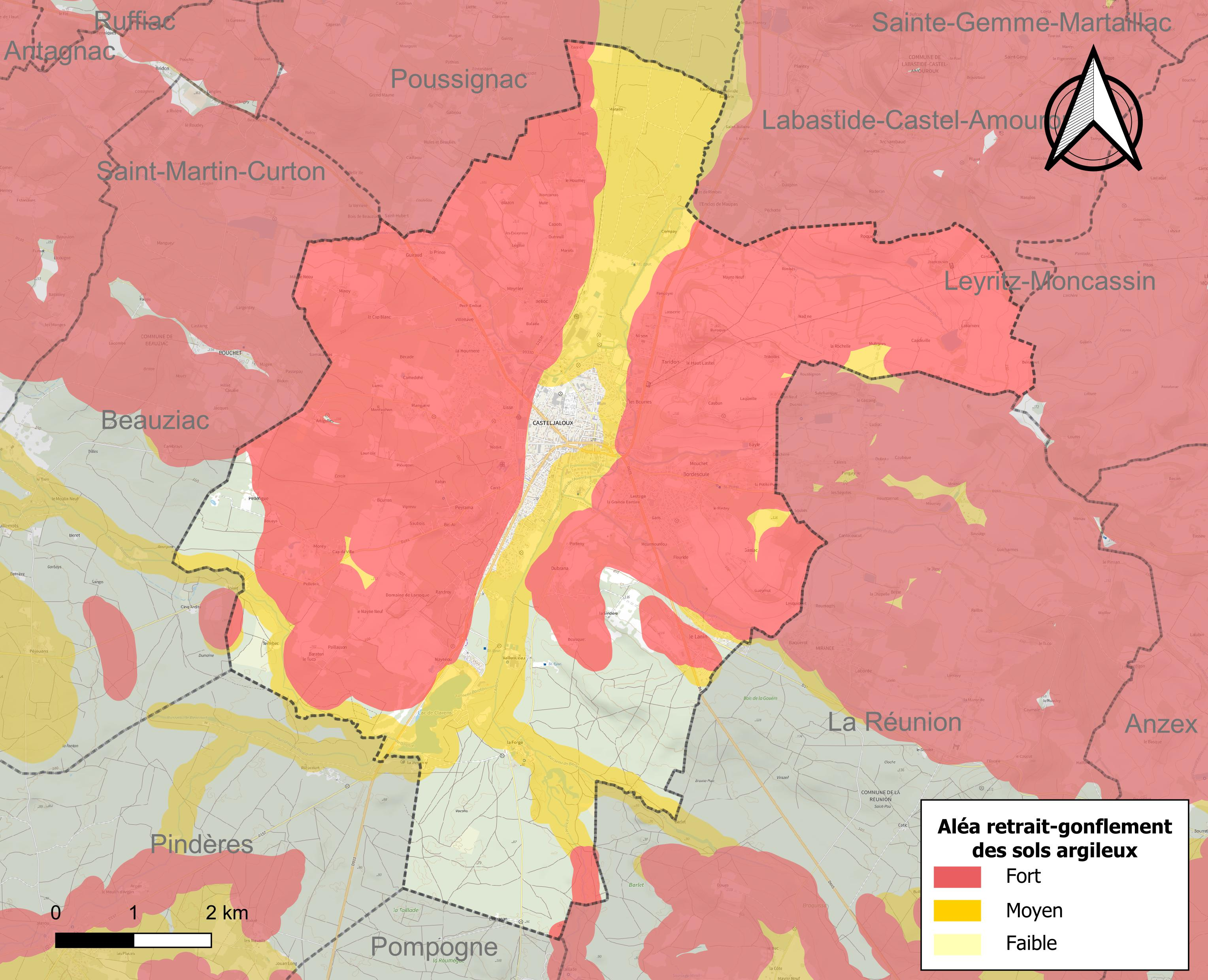
Carte des zones d'aléa retrait-gonflement des sols argileux de Casteljaloux.

Le retrait-gonflement des sols argileux est susceptible d'engendrer des dommages importants aux bâtiments en cas d’alternance de périodes de sécheresse et de pluie. 82,9 % de la superficie communale est en aléa moyen ou fort (91,8 % au niveau départemental et 48,5 % au niveau national). Depuis le 1er octobre 2020, en application de la loi ELAN, différentes contraintes s'imposent aux vendeurs, maîtres d'ouvrages ou constructeurs de biens situés dans une zone classée en aléa moyen ou fort,.
Concernant les mouvements de terrains, la commune a été reconnue en état de catastrophe naturelle au titre des dommages causés par la sécheresse en 1989, 1991, 2003, 2005, 2009, 2011 et 2017 et par des mouvements de terrain en 1999.

#### Risque particulier
Dans plusieurs parties du territoire national, le radon, accumulé dans certains logements ou autres locaux, peut constituer une source significative d’exposition de la population aux rayonnements ionisants. Selon la classification de 2018, la commune de Casteljaloux est classée en zone 2, à savoir zone à potentiel radon faible mais sur lesquelles des facteurs géologiques particuliers peuvent faciliter le transfert du radon vers les bâtiments.

## Toponymie
Au IXe siècle, la cité se nomme Castellum Vandalorum, « château des Vandales »[source insuffisante].
Une légende raconte que le nom de Casteljaloux serait dû à la jalousie d’un seigneur des environs à moins qu'il ne s'agisse d'une déformation du terme Vandalorum en Jaloux (phonétiquement difficile !).
En gascon, le nom de la commune est Castèth-Gelós.
Ses habitants sont appelés les Casteljalousains.

## Histoire
À la fin du XIe siècle, église et moulin, poissons du lac et terres appartiennent à l'abbaye de La Sauve-Majeure située à 30 km à l'est de Bordeaux.
Entre les XIe et XVIe siècles, Casteljaloux et ses environs sont la propriété des seigneurs d'Albret. Ils y possèdent un château dont le futur Henri IV fit un rendez-vous de chasse. Agrippa d'Aubigné y fut notamment blessé.

Les Albret (Jeanne, reine de Navarre, puis son fils Henri de Navarre) font de la ville la place forte du protestantisme, confrontée aux guerres de religion.

En 1685, l’édit de Fontainebleau de Louis XIV (petit-fils d'Henri de Navarre) révoquant l'édit de Nantes de 1598 qui avait reconnu la liberté de culte des protestants, contraint beaucoup de ceux-ci à l’exil. La ville est l’une des premières à en souffrir.

### Histoire moderne
Casteljaloux fut chef-lieu de district de 1790 à 1795.
Au XIXe siècle, les eaux sulfureuses et ferrugineuses de Casteljaloux acquièrent un renom tel qu'il vaut à la ville l’appellation de Casteljaloux-les-Bains. Abandonnée pendant longtemps, la vocation thermale de la ville renaît au cours du XXe siècle. Un centre accueille des curistes souffrant de problèmes articulaires.
La ville a également une tradition industrielle, avec ses papeteries et ses moulins sur la rivière Avance, ses fonderies et ses fabriques de bougies et cires.

### Histoire contemporaine
La ligne Casteljaloux-Marmande fut ouverte en 1891. La SNCF ouvrit ensuite en 1893 la ligne Casteljaloux-Roquefort (Landes).

La ligne Marmande-Mont-de-Marsan fut fermée aux voyageurs en 1938. Les transports de marchandises stoppèrent en 1971 sur la ligne Roquefort-Casteljaloux. Cette ligne fut démontée peu après. La ligne Marmande-Casteljaloux fut fermée aux marchandises en 2005. Un projet de train touristique entre Marmande et Casteljaloux est envisagé. La ligne se termine aujourd'hui à 2 km de l'ancienne gare de Casteljaloux. La gare a été détruite en 2011 pour être remplacée par un hypermarché.

## Politique et administration

### Liste des maires
| Période                                  | Période                     | Identité           | Étiquette    | Qualité                                                                     |
| ---------------------------------------- | --------------------------- | ------------------ | ------------ | --------------------------------------------------------------------------- |
| Les données manquantes sont à compléter. |                             |                    |              |                                                                             |
| 1944                                     | 1945                        | Daniel Blanchard   |              |                                                                             |
| 1945                                     | 1952                        | Pierre Duffiet     | PCF          |                                                                             |
| 1953                                     | 1954                        | Adrien Remeyse     |              |                                                                             |
| 1954                                     | 1979                        | Joseph Turroques   | CNIP         | Député (1958-1962)                                                          |
| 1980                                     | 1995                        | José Bès           | RPR          |                                                                             |
| mars 1995                                | 30 janvier 2017 (démission) | Jean–Claude Guénin | UDF puis UMP | cadre commercial, agent immobilier, conseiller bancaire, cabinet de conseil |
| 17 février 2017 (réélue en mai 2020)     | En cours                    | Julie Castillo     | LR puis LMR  | avocate, Conseillère départementale depuis juin 2021                        |

Le 30 janvier 2017, Jean-Claude Guénin, élu maire depuis 1994, démissionne par surprise lors d'une réunion associative,.
Une information judiciaire est ouverte et l'ancien maire UMP sera reconnu coupable de soustraction, détournement et destruction de biens publics par le Tribunal Correctionnel de Agen (47) le 22 janvier 2020 et condamné à 10 mois de prison avec sursis et 5 ans d’inéligibilité,.
À la suite de cette démission, Julie Castillo (SE) sa colistière est élue maire par le conseil municipal en place.

### Jumelages
- Kunheim (France), depuis 1939-40[37].

### Politique environnementale
Dans son palmarès 2024, le Conseil national de villes et villages fleuris de France a attribué deux fleurs à la commune.

## Population et société

### Démographie
L'évolution du nombre d'habitants est connue à travers les recensements de la population effectués dans la commune depuis 1793. Pour les communes de moins de 10 000 habitants, une enquête de recensement portant sur toute la population est réalisée tous les cinq ans, les populations de référence des années intermédiaires étant quant à elles estimées par interpolation ou extrapolation. Pour la commune, le premier recensement exhaustif entrant dans le cadre du nouveau dispositif a été réalisé en 2008.

En 2022, la commune comptait 4 639 habitants, en évolution de +0,3 % par rapport à 2016 (Lot-et-Garonne : −0,18 %, France hors Mayotte : +2,11 %).
| 1793  | 1800  | 1806  | 1821  | 1831  | 1836  | 1841  | 1846  | 1851  |
| ----- | ----- | ----- | ----- | ----- | ----- | ----- | ----- | ----- |
| 2 465 | 1 086 | 1 850 | 1 860 | 1 904 | 2 158 | 2 585 | 2 752 | 2 852 |

| 1856  | 1861  | 1866  | 1872  | 1876  | 1881  | 1886  | 1891  | 1896  |
| ----- | ----- | ----- | ----- | ----- | ----- | ----- | ----- | ----- |
| 2 939 | 3 002 | 3 182 | 3 044 | 3 171 | 3 394 | 3 541 | 3 716 | 3 578 |

| 1901  | 1906  | 1911  | 1921  | 1926  | 1931  | 1936  | 1946  | 1954  |
| ----- | ----- | ----- | ----- | ----- | ----- | ----- | ----- | ----- |
| 3 622 | 3 696 | 4 026 | 3 605 | 4 192 | 4 324 | 4 086 | 4 809 | 4 847 |

| 1962  | 1968  | 1975  | 1982  | 1990  | 1999  | 2006  | 2008  | 2013  |
| ----- | ----- | ----- | ----- | ----- | ----- | ----- | ----- | ----- |
| 5 031 | 5 406 | 5 343 | 5 229 | 5 048 | 4 755 | 4 617 | 4 580 | 4 645 |

| 2018  | 2022  | - | - | - | - | - | - | - |
| ----- | ----- | - | - | - | - | - | - | - |
| 4 533 | 4 639 | - | - | - | - | - | - | - |

### Enseignement
- Institution La Salle Sainte Marie (école maternelle, élémentaire et collège privés sous contrat d'association avec l'État) ;
- École maternelle Jean-de-La-Fontaine ;
- École primaire Samazeuilh ;
- Collège Jean-Rostand.

### Manifestations culturelles et festivités
- Dans sa tradition taurine, Casteljaloux accueille chaque année des courses landaises.
- Les Pro'Jacteurs : compagnie professionnelle de théâtre créée par Romuald Borys en 1997.

### Sports
- Club de rugby à XV USC (Union Sportive Casteljaloux)
  - Champion de France de Fédérale 3 lors de la saison 2005-2006
  - Champion de France promotion honneur 2010-2011 (saison de reprise du club seul après 3 saisons de fusion avec Marmande)
- Club de Handball HBCC (HandBall Club Casteljaloux)
- Club de football FCC (Football Club Casteljaloux)

## Économie

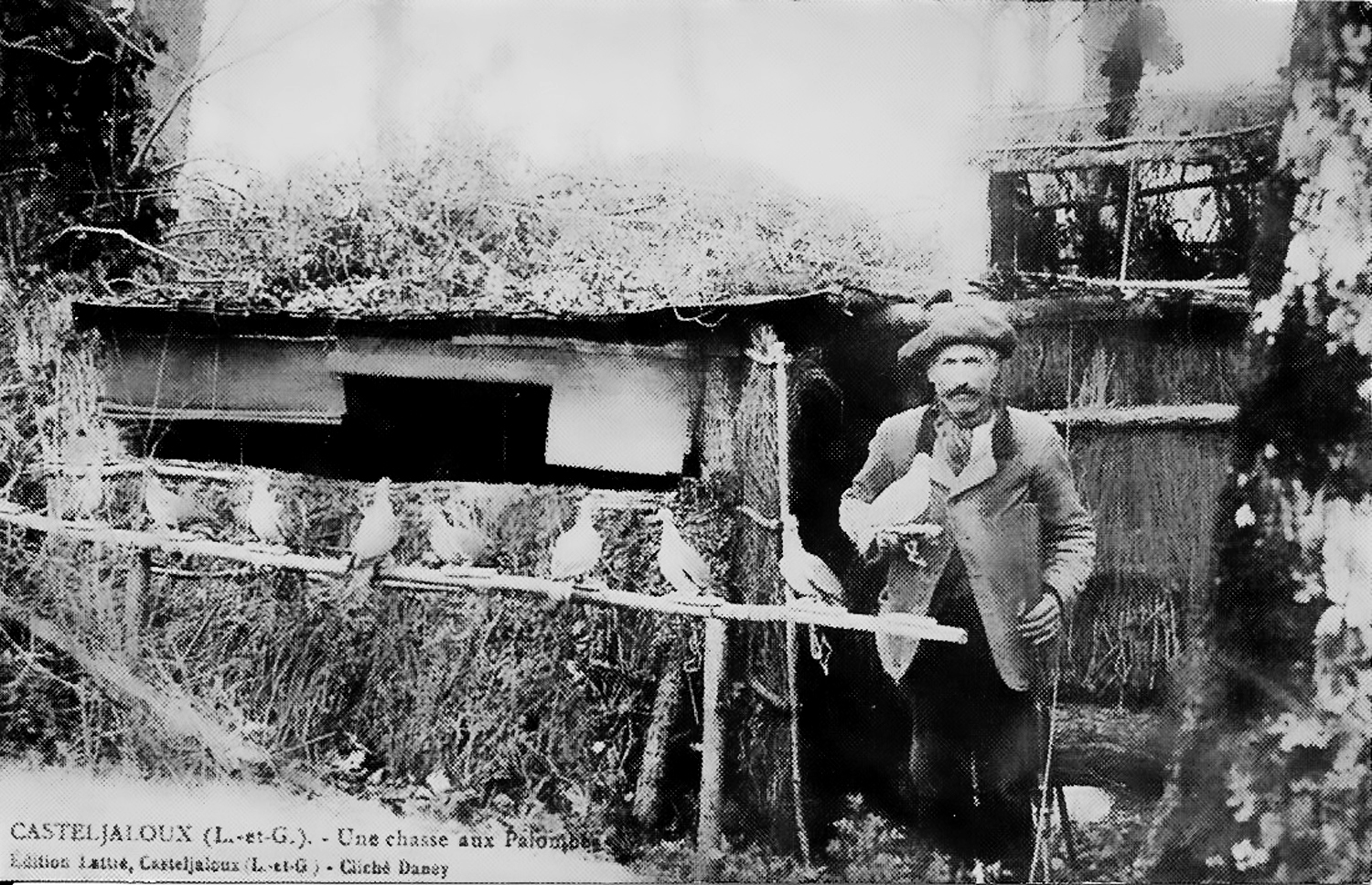
Palombière à Casteljaloux

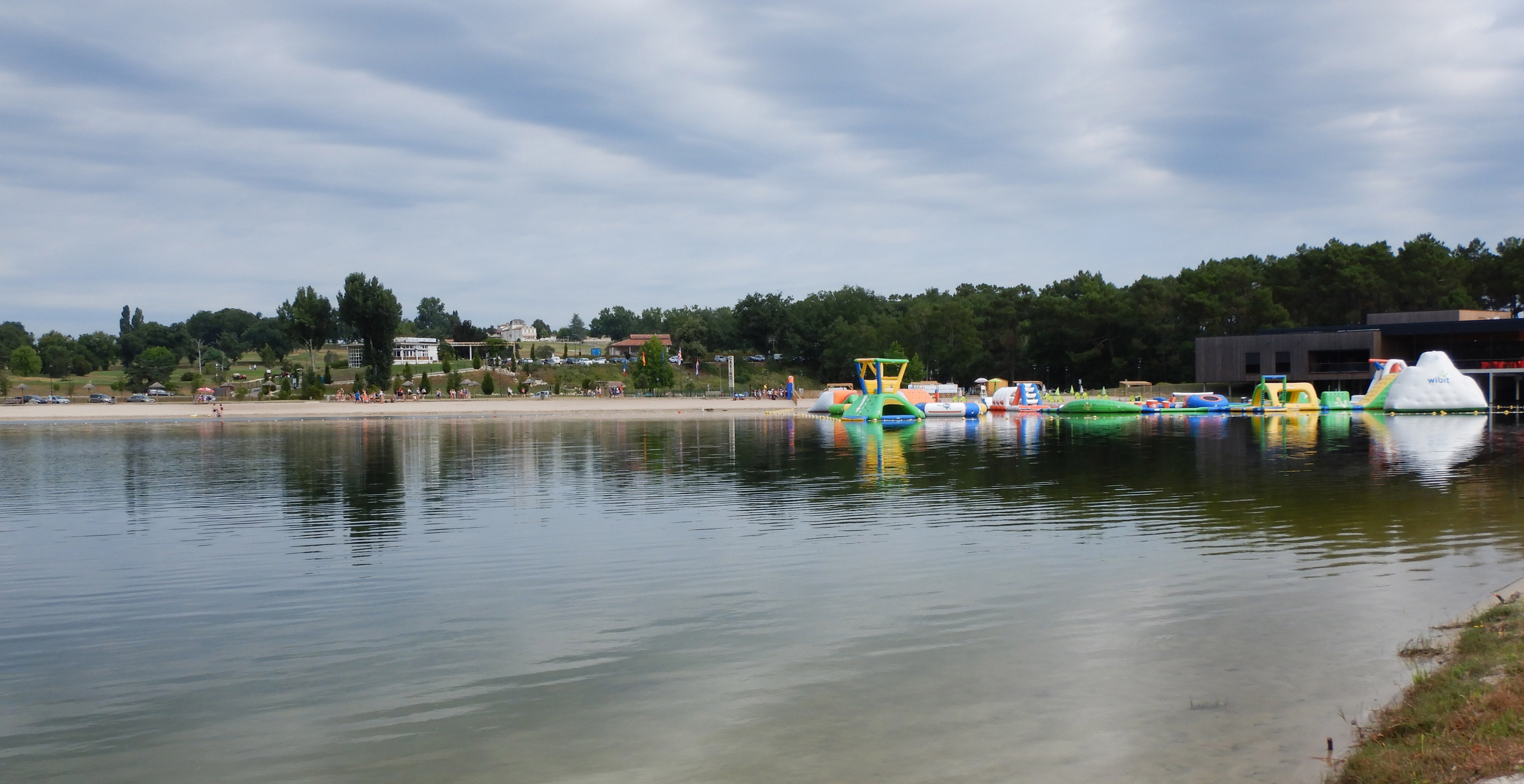
Lac de Clarens, de la base de loisirs de Clarens

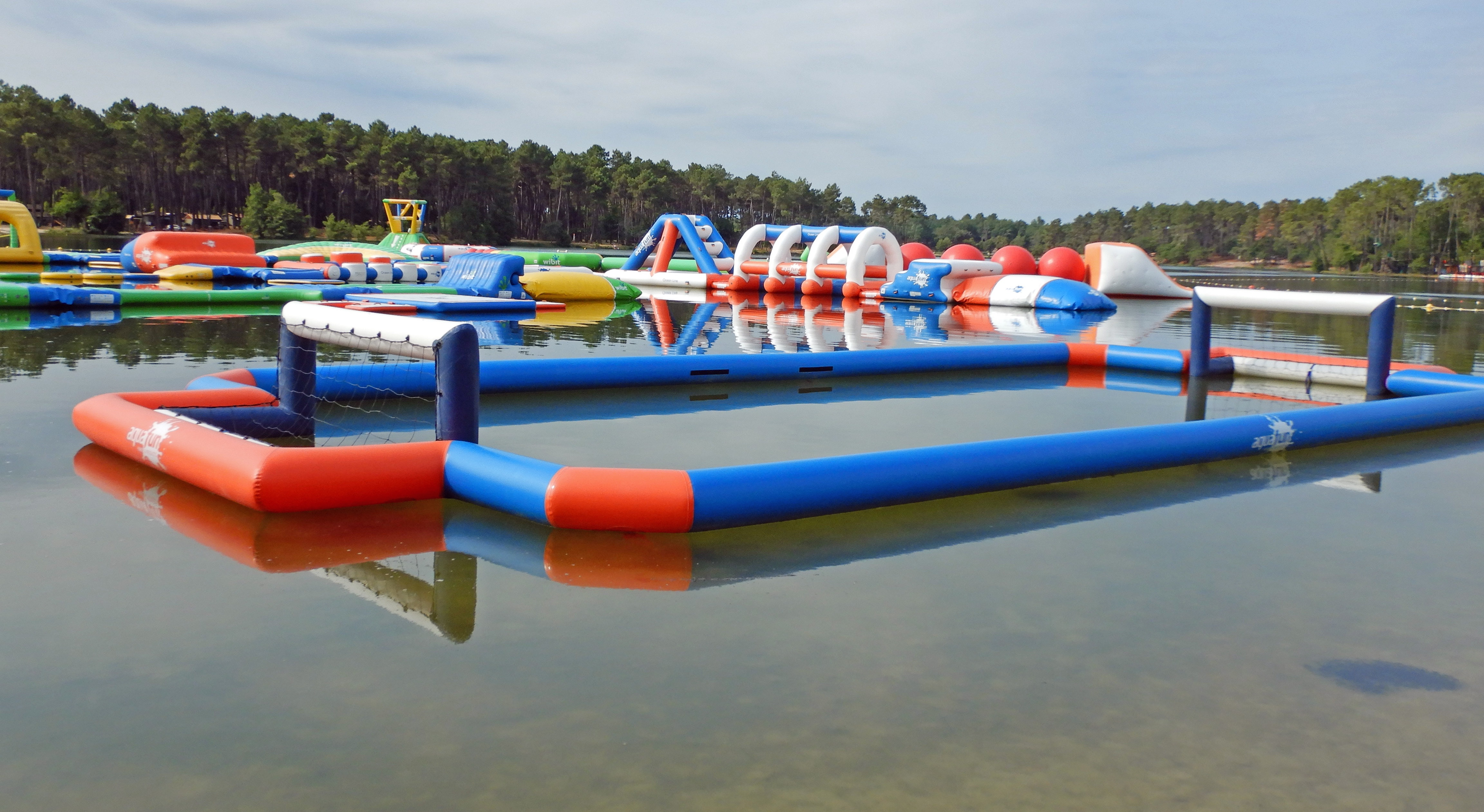
Jeux aquatiques sur le lac de Clarens (aout 2018 avant l'arrivée des usagers du site)

- Industrie :  Panneaux de fibres de bois (Steico), machines à bois, machines de sertissage, manches à balais), fonderie,
- Schott AG: ampoules médicales en verre.
- Knauf, barquettes en polystyrène alimentaire.
- Castelmaïs, transformation de maïs, six salariés.
- Tradition de la chasse aux palombes
- Tourisme : Base de loisirs de Clarens avec Lac de Clarens (15 hectares dont une partie est destinée à la baignade et aux loisirs aquatiques), avec à proximité un golf 18 trous, un site de Grimpe d'arbres, et une résidence de tourisme et chalets en bois ainsi qu'un casino construit en partie sur pilotis sur le lac. La création de ce lac a été décidée par la commune fin 1969 par Joseph Turroques (maire de Casteljaloux) et son conseil municipal qui en ont confié la conception à la au service du génie rural des eaux et forêts de la DDA (direction départementale de l’agriculture)[43]. Une partie du site de Clarens est pour l’occasion achetée à la commune voisine de Pindères. Le creusement et un premier aménagement ont commencé en 1974 et terminés en 1976 (année de canicule et de sécheresse) pour une inauguration en 1977. Il est alimenté en eau par le ruisseau du Baraton, issu des ruisseaux de Bretagne, Tren et Mayrac, mais aussi par le ruisseau Rieucourt, venant du Papetier, par des sources locales et doté d'un exutoire qui rejoint l'Avance[43] ;
- Thermalisme : Centre thermal « Eurothermes » et sa résidence. Spécialisation de rhumatologie, bains thermoludiques. Capacité : 2 500 curistes/an.

## Culture locale et patrimoine

### Lieux et monuments
- Église Notre-Dame-de-l'Assomption : originellement bâtie au XVe siècle et devenue collégiale, elle a été détruite par les Protestants en 1568, puis reconstruite de 1682 à 1711 avec des pierres provenant de la démolition des fortifications accordées par Louis XIII. Une inscription se lit, sur le fronton de la façade néo-classique, la devise de la République « Liberté, Égalité, Fraternité », apposée en raison de la participation financière de l'État républicain aux travaux de restauration en 1899 ; l'église a été inscrite au titre des monuments historiques en 1998[44].
- Église Saint-Pierre de Gassac.
- Couvent des Cordeliers (XVe et XVIIe siècles) : les sires d'Albret ont favorisé l'établissement à Casteljaloux de Franciscains (les Cordeliers). Cet ordre prêchait la charité et la pauvreté ce qui explique la simplicité de la chapelle et l'austérité du cloître qu'aucune sculpture ne vient agrémenter. Ce cloître entièrement restauré a longtemps servit d'hôpital et de maison de retraite. Depuis la construction d'un nouvel EHPAD en 2017, le cloître est abandonné et en vente. L'ensemble a été inscrit au titre des monuments historiques en 1998[45]. Ce monument n'est pas visitable.
- Maison du Roy (XVIe siècle) : Demeure nommée à la suite des séjours supposés de Louis XIII et de Louis XIV. La maison du Roy abrite aujourd'hui l'office de tourisme de Casteljaloux et ses expositions régulières accueillent le public dans une salle où se trouve une superbe cheminée ; elle a été inscrite au titre des monuments historiques en 1983[46]. Ce monument n'est pas visitable.
- Parc municipal et son château : ils ont accueilli Jeanne d'Albret et Henri de Navarre futur Henri IV. En 1636, le château fut en partie démoli et le donjon fut démantelé en 1653. Ce site est désormais soumis aux mains des jardiniers de la ville. Ce monument n'est pas visitable.
- Les remparts : ces fortifications du XIVe siècle furent plusieurs fois abaissées pendant les Guerres de Religion, la Fronde et en 1622, par ordre de Louis XIII ; en 1635, elles furent relevées à 4,33 mètres ; en 1808, le conseil municipal décide que « les murs de la ville, inutiles depuis des siècles, seront démolis et vendus » ; aujourd'hui, on peut encore voir quelques vestiges de ces fortifications sur le boulevard Victor-Hugo (la petite Avancette et les restes des murs d'enceinte).
- Place de la République (la Mairie) : l'hôtel de ville a été construit dès 1859 ; il a subi bien d'autres transformations jusqu'à la réfection complète effectuée en 1988, date à laquelle la halle fut fermée par des vitrages.
- Le vieux Casteljaloux (rue Posterne, rue Maquebœuf et rue de Veyries) : une dizaine de Maisons à colombages et encorbellement, datant des XVe et XVIe siècles, subsistent dans le périmètre de la vieille ville. Certaines ont conservé leur aspect original, mais d'autres ont été crépies au mortier.
  - L'une d'elles, située au 65 de la Grand'rue, a été inscrite au titre des monuments historiques en 1963[47].

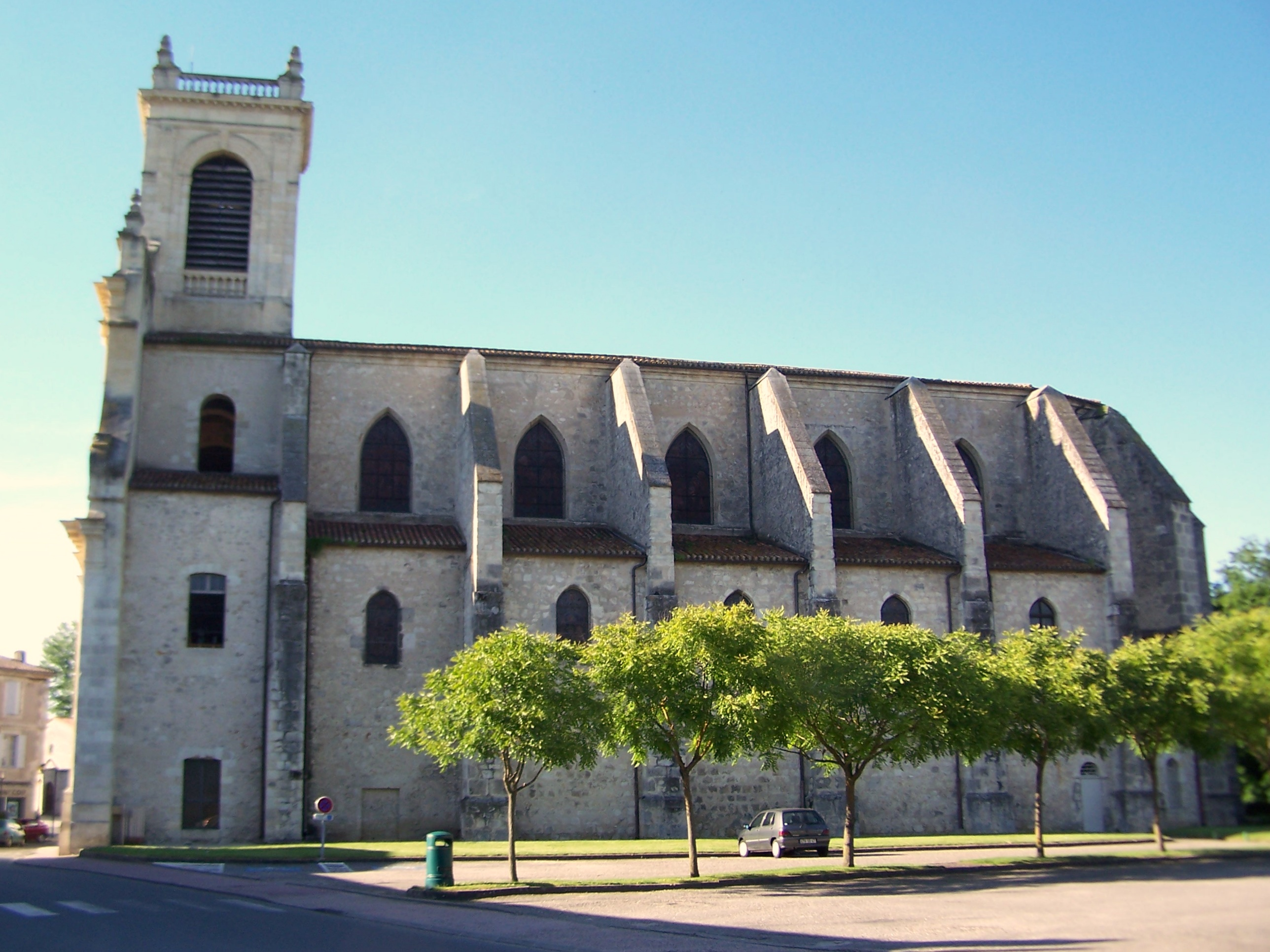
L'église Notre-Dame, vue nord (avril 2013).
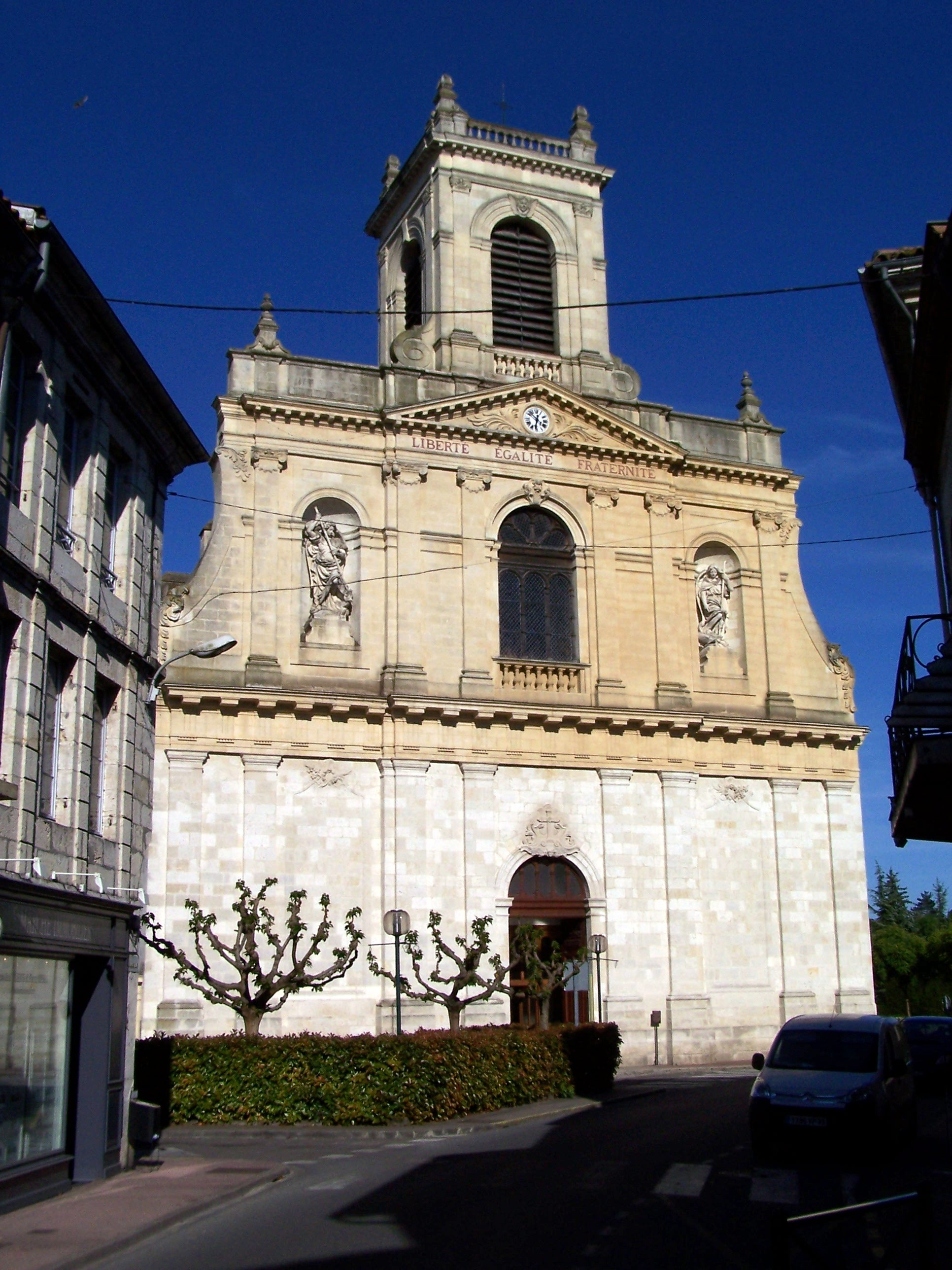
L'église Notre-Dame, vue ouest (avril 2013).
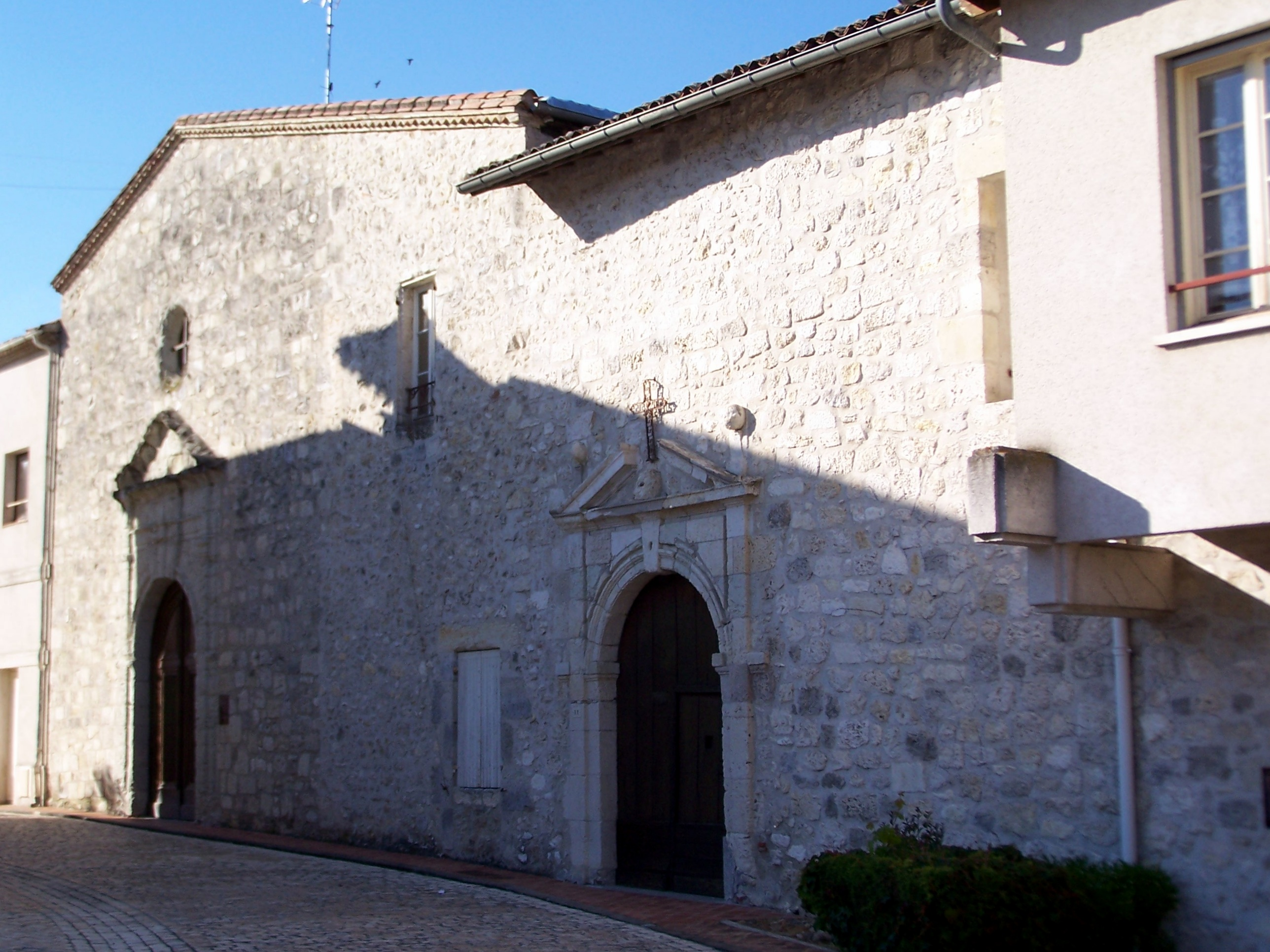
La chapelle du couvent des Cordeliers (avril 2013).
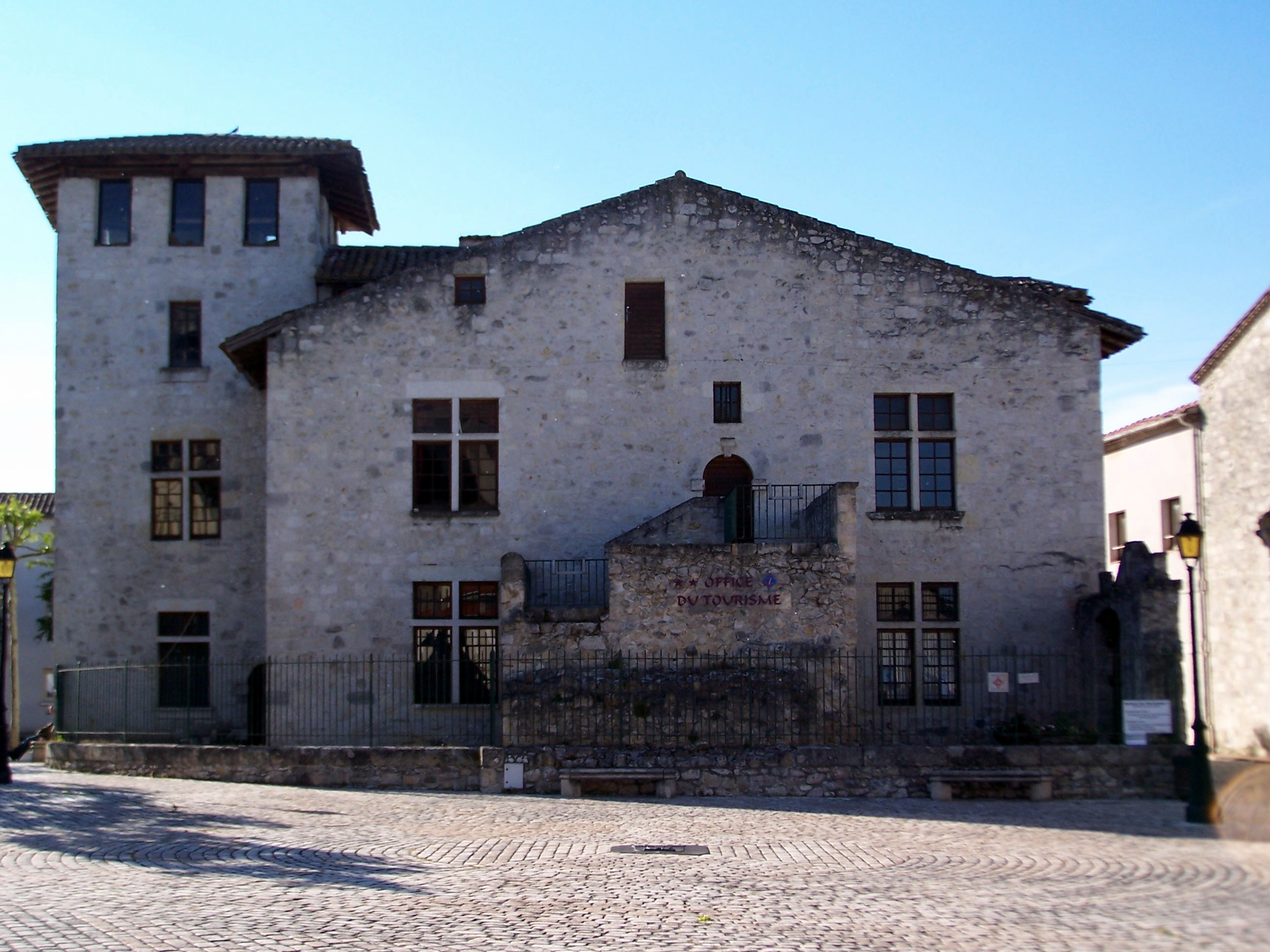
La maison du Roy, vue nord (avril 2013).
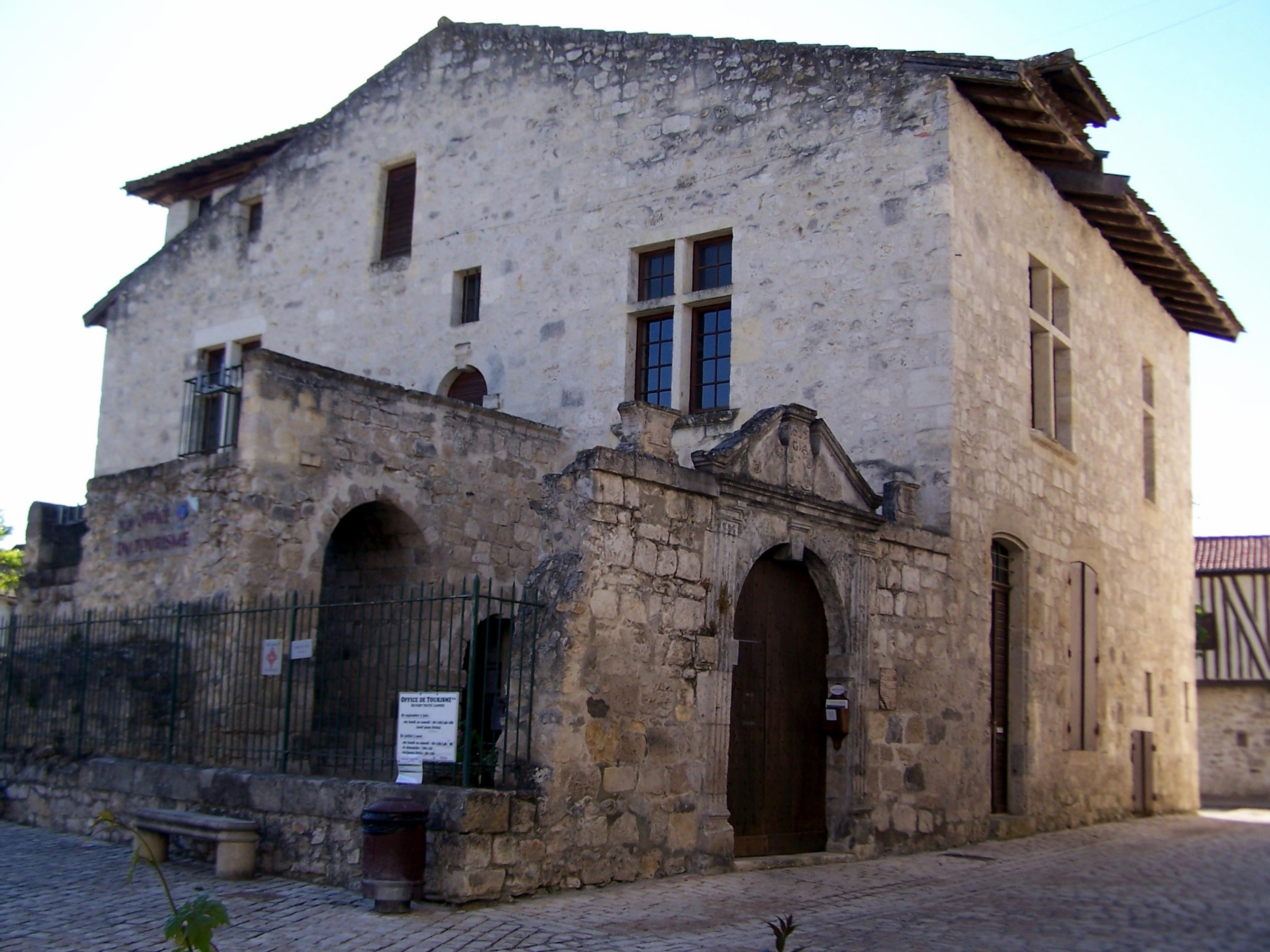
La maison du Roy (avril 2013).
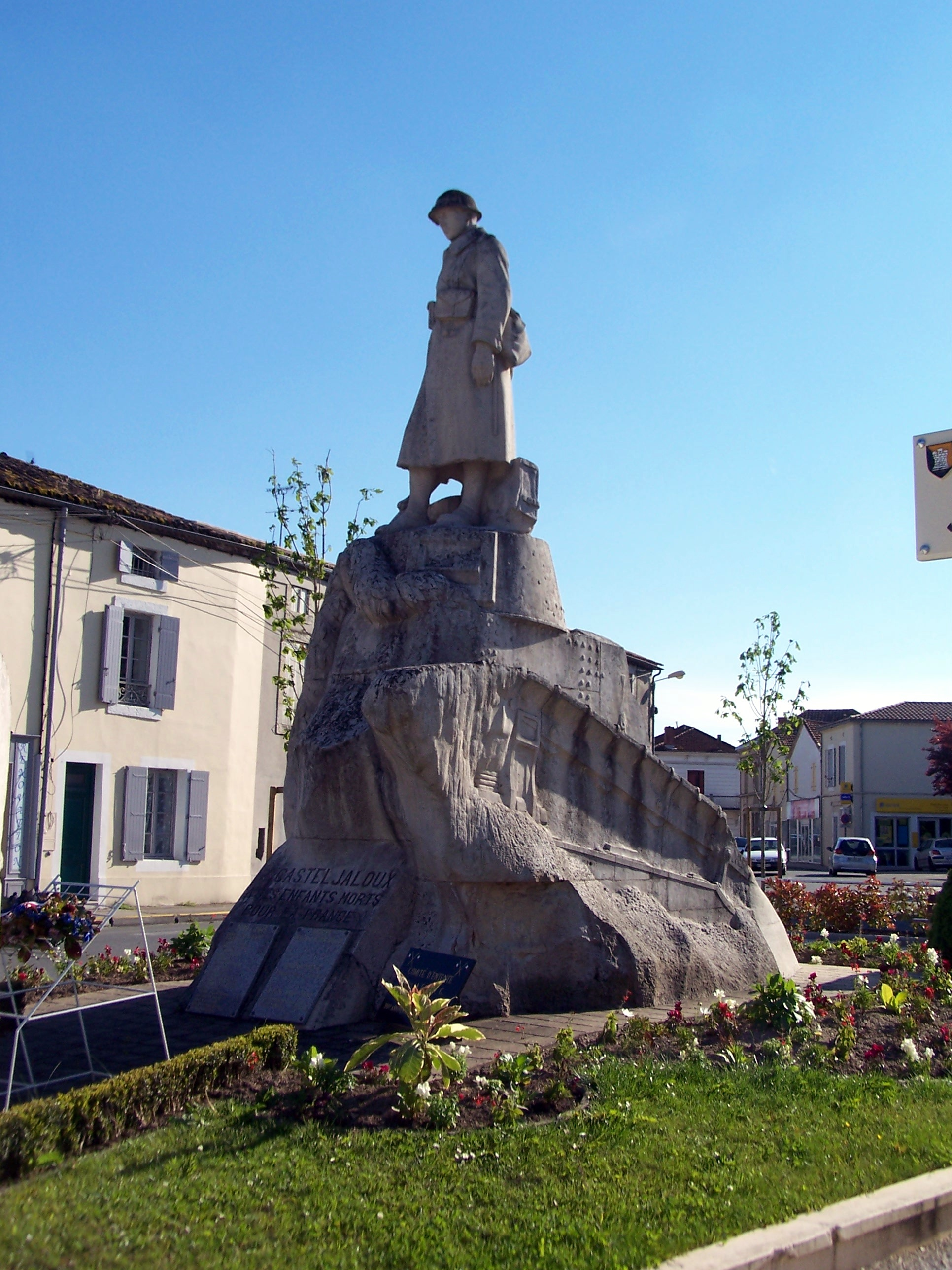
Le monument aux morts (avril 2013).

Maisons à colombages

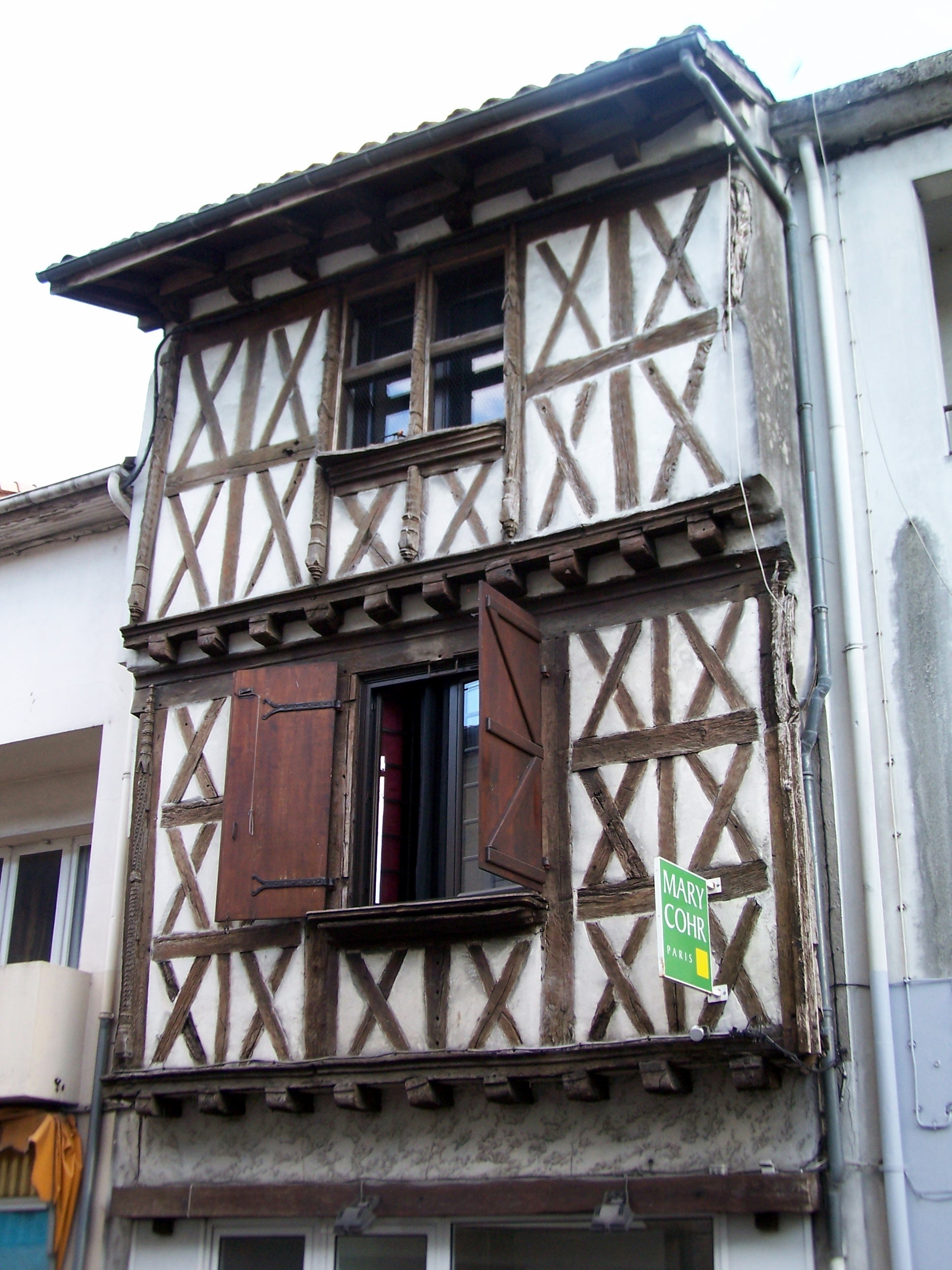
Maison inscrite MH, 65 Grand'rue (sept. 2014).
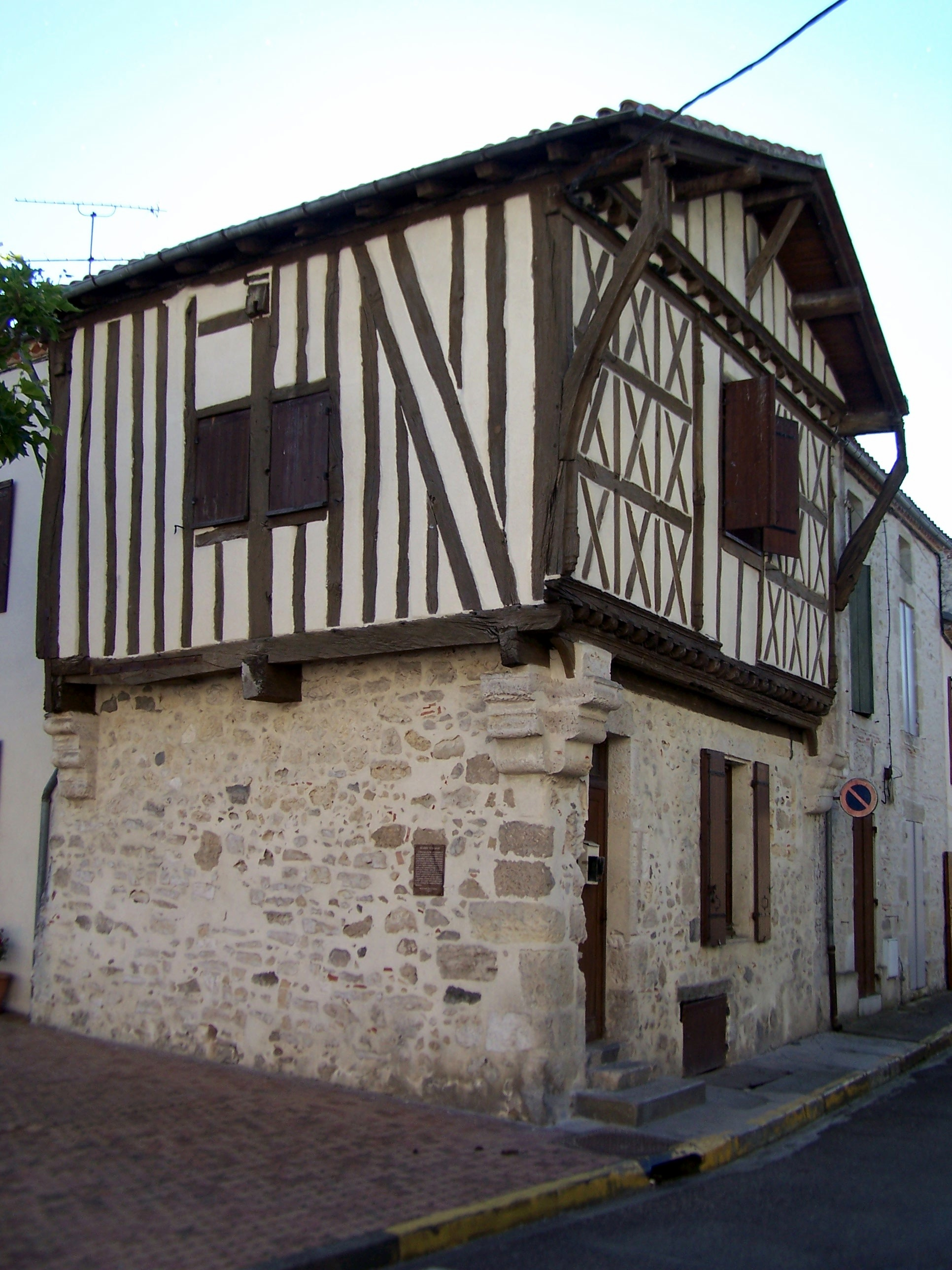
Maison à colombages, rue de l'Hôpital (avril 2013).
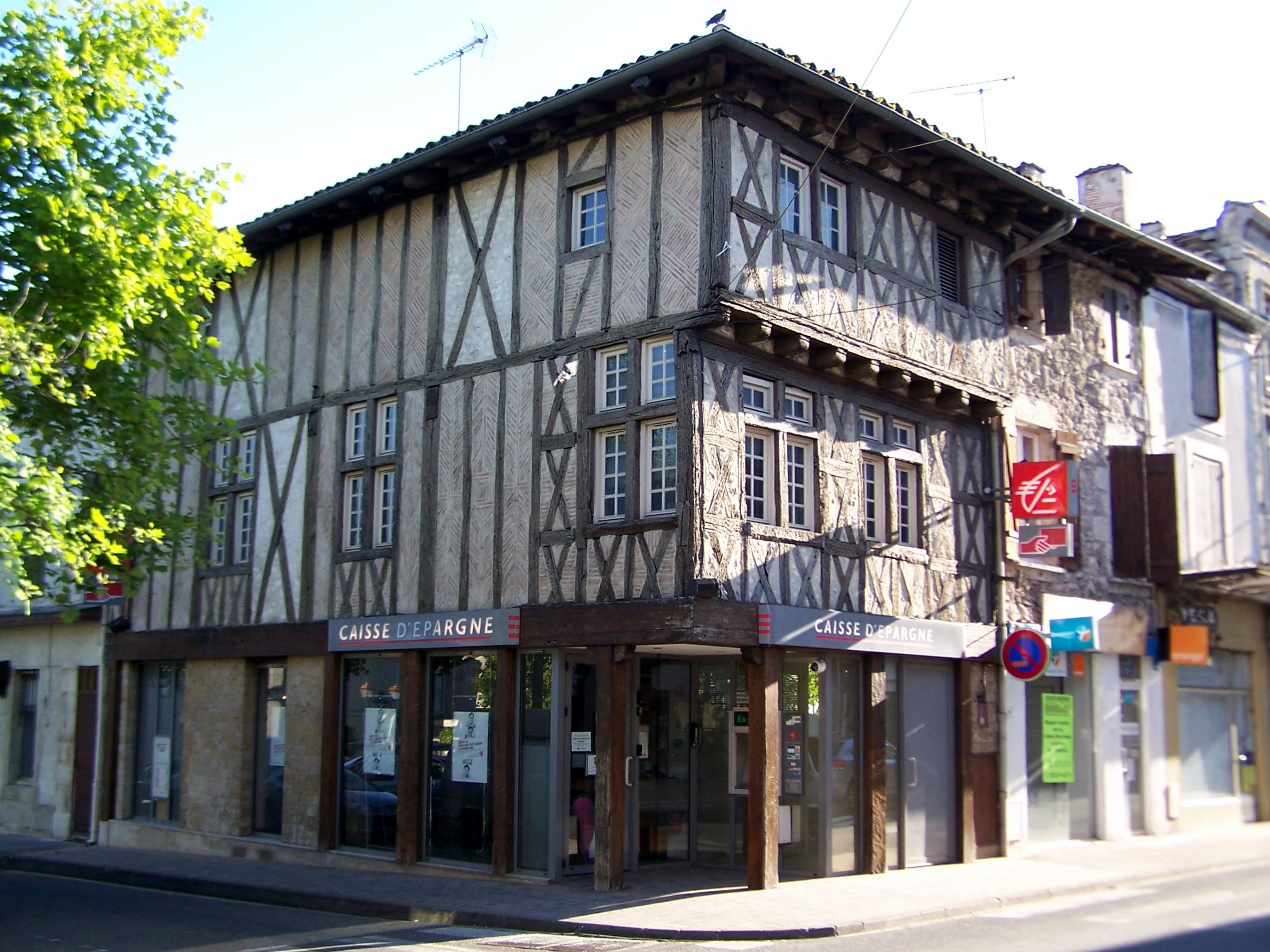
Maison à colombages, Grand'rue (avril 2013).
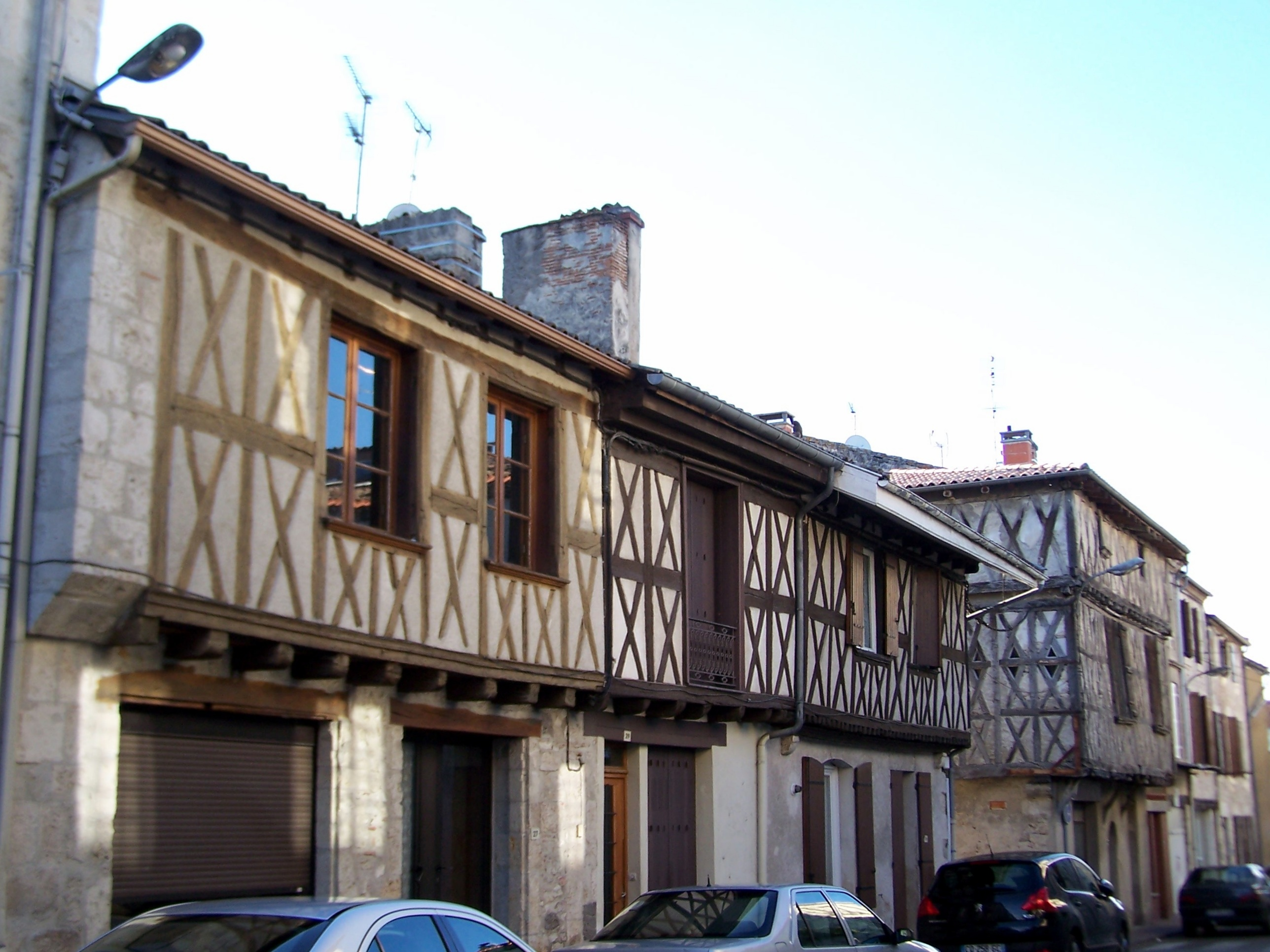
Maisons à colombages, rue de Veyries (avril 2013).
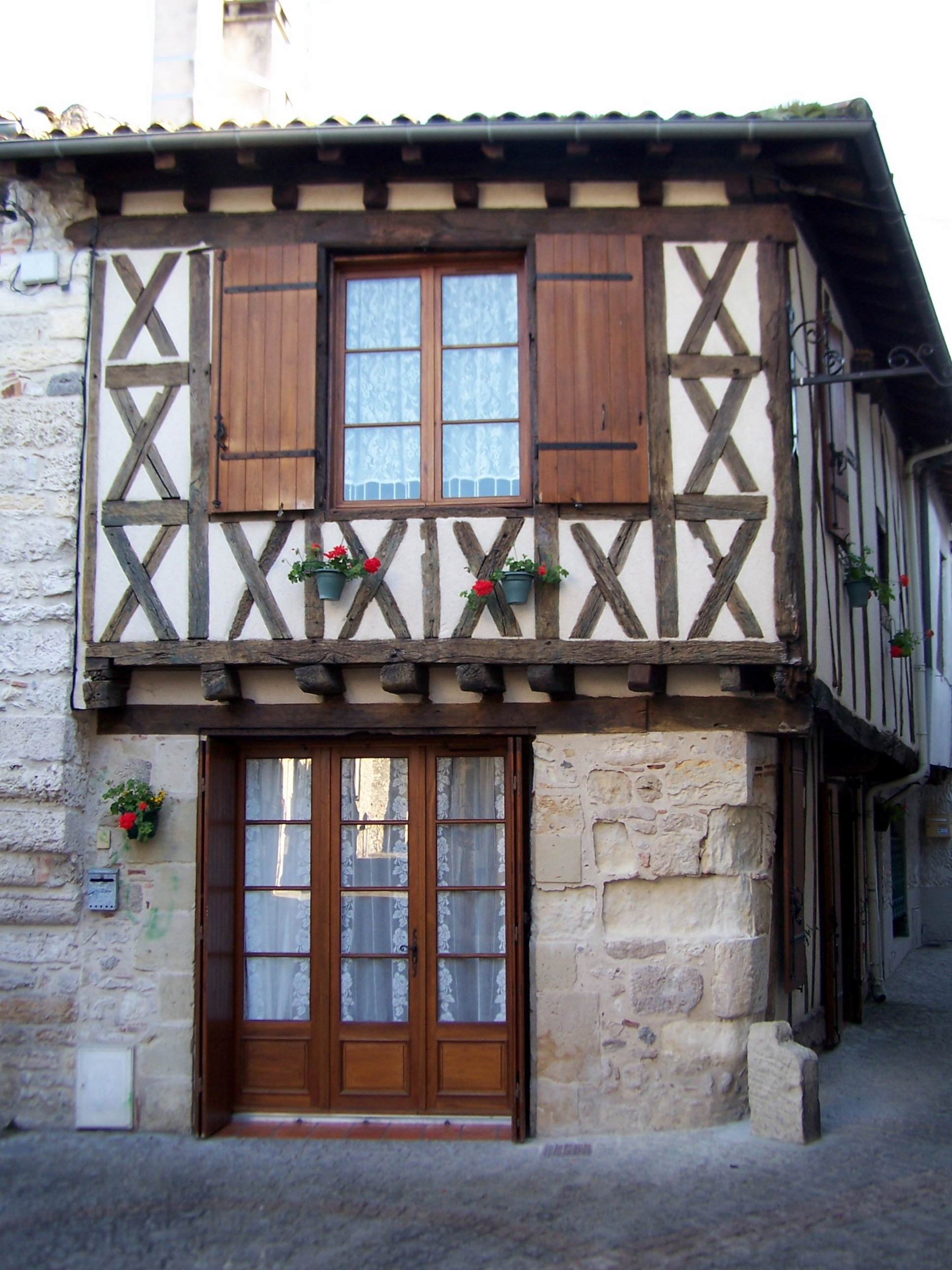
Maison à colombages, rue du Milieu (avril 2013).
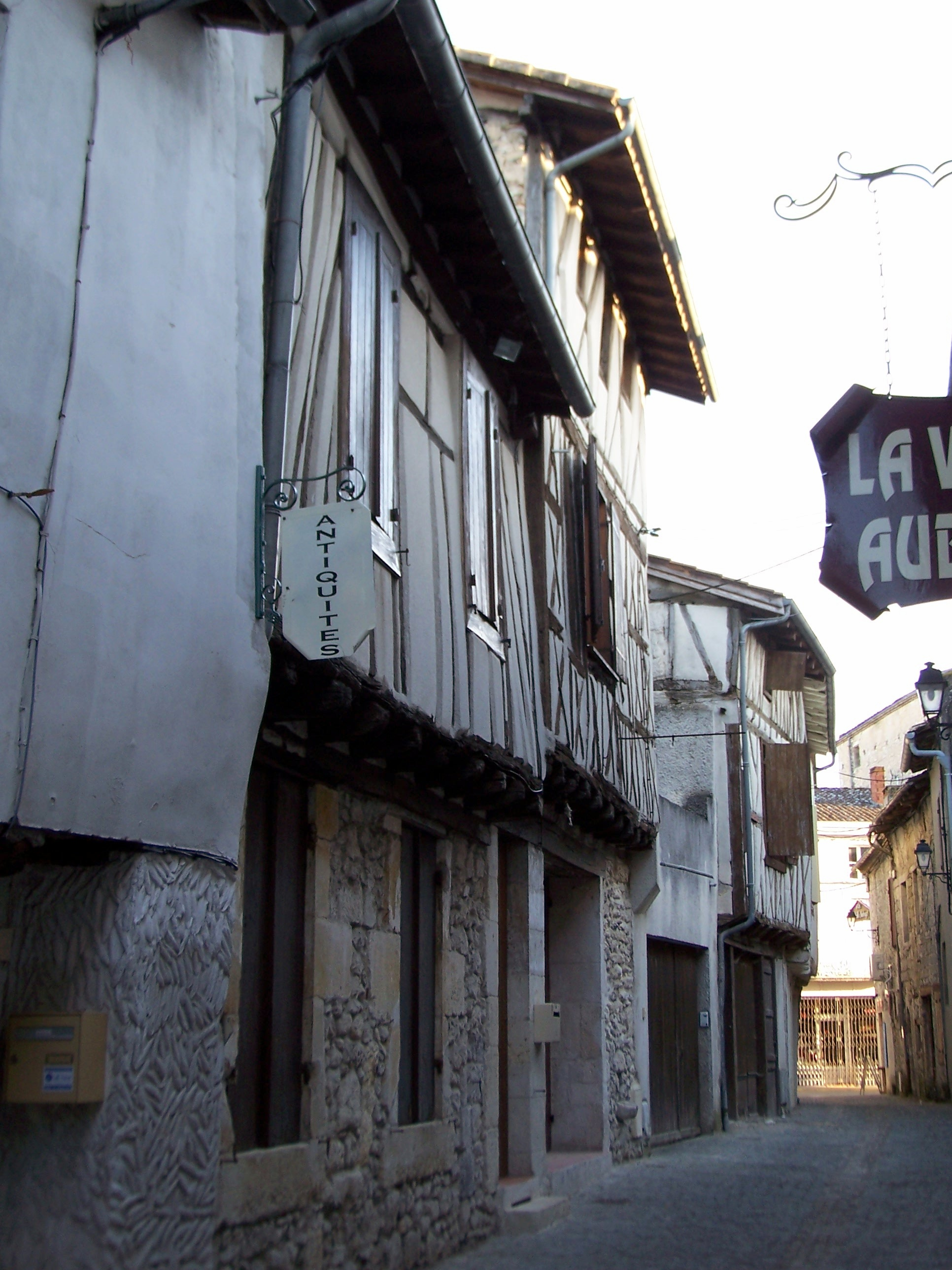
Maisons à colombages, rue Posterne (avril 2013).
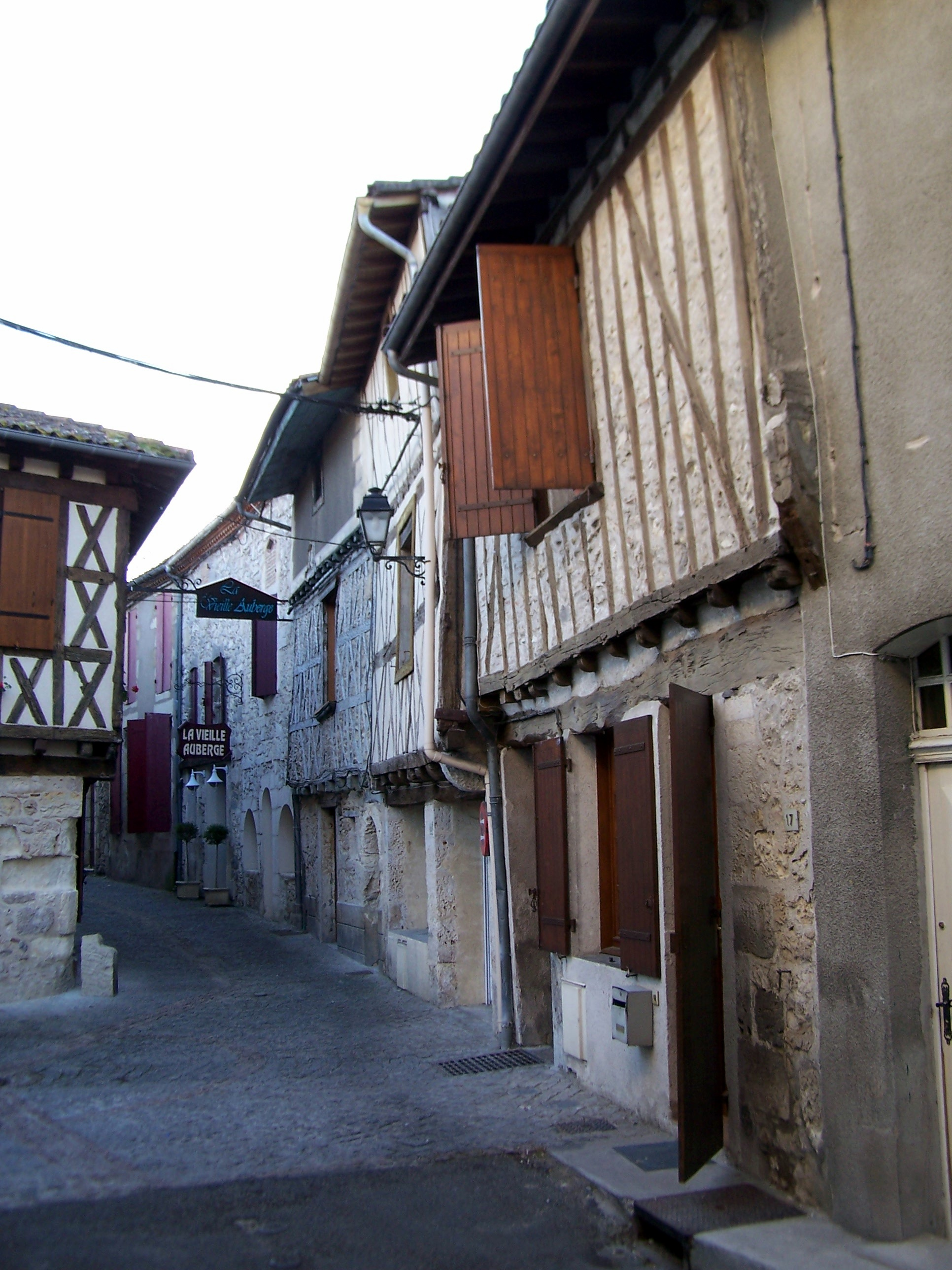
Maisons à colombages, rue Posterne (avril 2013).

### Personnalités liées à la commune
- Caporal La Bigorne, de son vrai nom Jean Onésime Filet. Si le personnage est réel, sa naissance à Casteljaloux n'est pas attestée.
- Agrippa d'Aubigné.
- Jean-Baptiste Brostaret (1755-1829), homme politique, député du tiers état aux États généraux de 1789.
- Manoël de Grandfort (Marie Laspeyres née Barsalou) (1829-1904), romancière et journaliste[48].
- Catherine Bouroche, née à Casteljaloux (1942-2015), sculpteur.
- Gérard Duprat, né à Saint-Pierre-de-Mons, Gironde (1912-1980), député communiste de 1946 à 1951 puis de 1956 à 1958.
- Louis Matha, né à Casteljaloux (1861-1930), anarchiste.
- Robert Lacoste, né à Xaintrailles, Lot-et-Garonne, syndicaliste, membre du PCF, conseiller général.
- Romuald Borys, né à Casteljaloux en 1973, metteur en scène, auteur, comédien. Il travaille avec Pierre Richard, Muriel Robin, Line Renaud, Christophe Duthuron. Il joue dans les films Fêlés (2024) et Les vieux fourneaux 2 (2022). Au théâtre, il écrit et met en scène la pièce Swing Heil, qui connait un grand succès au Festival d'Avignon et partout en France. Il adapte et met en scène, pour la première fois au théâtre, L'Appel de La Forêt d'après Jack London. Il crée le spectacle musical Le Road Movie Cabaret.
- Laurent Laffargue, né à Casteljaloux en 1969, metteur en scène, réalisateur et comédien. Il a écrit et interprété un seul en scène intitulé « Casteljaloux » en 2011, dans lequel il raconte son adolescence casteljalousaine. En août 2014, il tourne un film Les Rois du Monde à Casteljaloux et ses environs, adapté de ce même spectacle, avec Éric Cantona, Sergi Lopez, Céline Sallette, Romane Bohringer, Guillaume Gouix et Victorien Cacioppo.
- Joseph-César Cantérac d'Andiran d'Ornézan (1786-1835) est un général espagnol connu en Espagne sous le nom de José de Canterac, né à Casteljaloux le 29 juillet 1786, mort à Madrid le 18 janvier 1835[49].
- Théophile de Viau (1590-1626), auteur du Sonnet sur son exil dans les landes de Castel-Jaloux.

### Héraldique
| Blason de Casteljaloux | Blason  | Tranché d'or et de sable au château de deux tours couvert et girouetté d'argent brochant sur le tout. Devise / Cri"Fiat pax en virtute tua et abondantia in turribus tuis" (Que la paix règne grâce à ta force et que l'abondance soit dans tes tours) |
| Blason de Casteljaloux | Détails | Armes parlantes. Officiel, présenté sur le site internet de la commune. |